# هانوفر پل

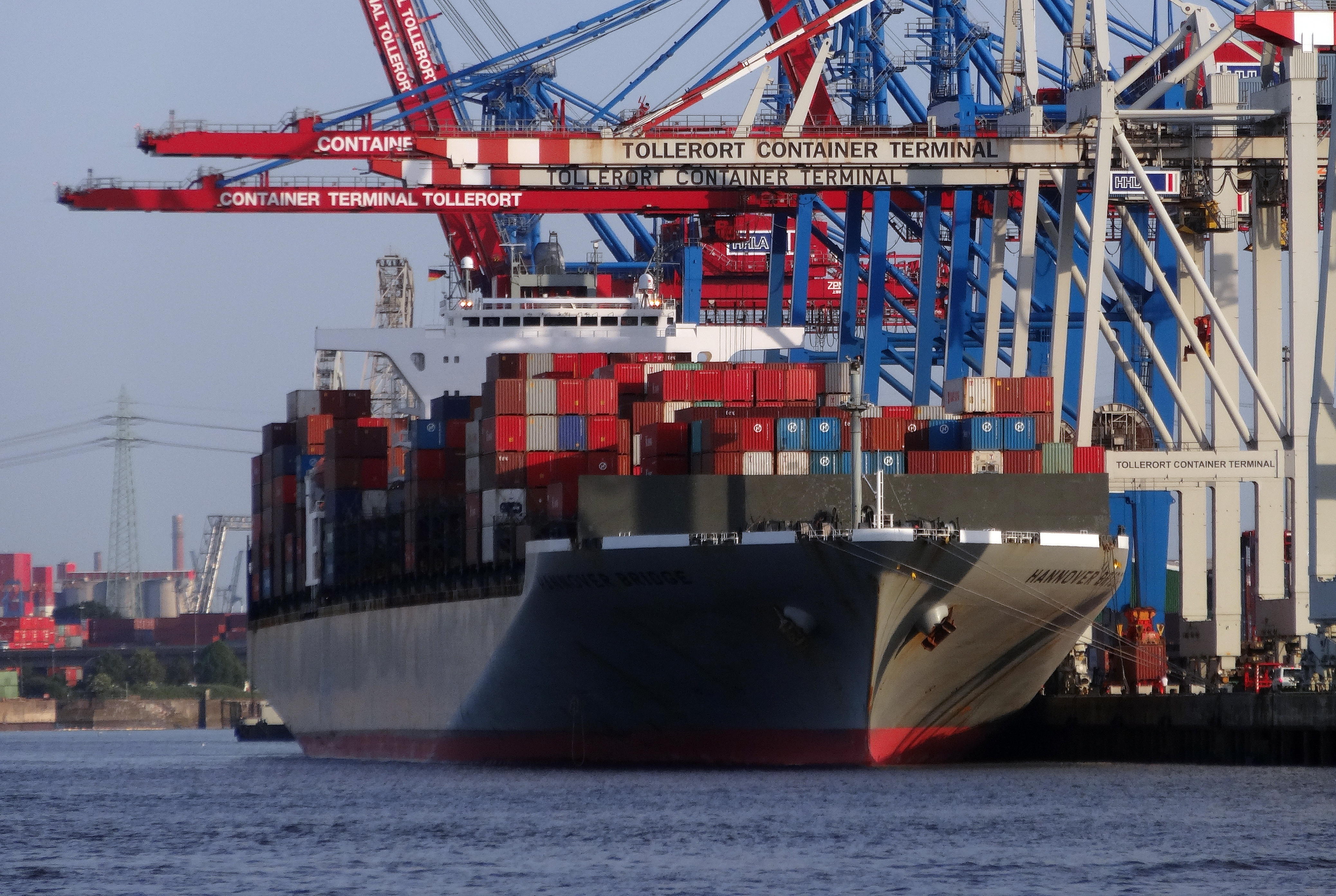
نمایی از کشتی هانوفر پل

هانوفر پل (به انگلیسی: Hannover Bridge) یک کشتی است که طول آن ۳۳۶ متر (۱٬۱۰۲ فوت) می‌باشد. این کشتی در سال ۲۰۰۶ ساخته شد.